# 阳三石街道
阳三石街道，原名阳三街道，中华人民共和国湖南省株洲市醴陵市下属的一个街道，因位于市区东部阳三石地带而得名。

## 建制沿革
- 1985年，设置阳三石街道；
- 2005年，原黄沙乡的黄沙、黄沙洲2村划入。

## 行政区划
阳三石街道下辖3个社区、7个村委会：
阳三社区、渌江社区、向阳社区、东门塘村、泉湖村、玉屏山村、企石村、阳东村、立山村和黄沙村。

## 交通
106国道过境。沪昆铁路、醴茶铁路在此交会。